# Gardijska mehanizirana brigada
Gardijska mehanizirana brigada (GMBR) Hrvatske kopnene vojske borbeno-taktička je vojna postrojba Hrvatske kopnene vojske, a s Gardijskom oklopno-mehaniziranom brigadom, čine dvije značajno borbeno sposobne postrojbe hrvatskih kopnenih snaga.
Sljednica je Gardijske motorizirane brigade (GMTBR), koja je bila ustrojena pripadnicima 1. gardijske brigade "Tigrovi" i 4. gardijske brigade „Pauci” te dijela 2. gardijske brigade „Gromovi”. Prijašnjom su reorganizacijom 9. gardijska brigada „Vukovi” te nekoliko postrojbi iz 4. korpusa Hrvatske kopnene vojske uključene u 1. gardijsku brigadu.
Da bi se očuvala uspomena i tradicija gardijskih brigada zbog njihovog izuzetnog doprinosa u Domovinskom ratu, manevarske bojne Gardijske mehanizirane brigade imenovane su prema ratnim nazivima gardijskih brigada. Tako su u sastavu Gardijske mehanizirane brigade četiri manevarske bojne: 1. mehanizirana bojna – „Tigrovi”, 2. mehanizirana bojna – „Gromovi”, 3. mehanizirane bojna – „Pauci“ i 1. motorizirana bojna – „Vukovi”.

## Uloga
Temeljna misija Gardijske mehanizirane brigade utemeljena radi očuvanja cjelovitosti i teritorijalnog integriteta Republike Hrvatske, zaustaviti i uništiti neprijateljske snage, ostvariti nadzor nad dodijeljenim područjem operacije, uključujući stanovništvo i ključne resurse te biti u spremnosti za provedbu borbenih operacija van državnog teritorija u sastavu multinacionalnih snaga kako bi se zaštitili nacionalni interesi Republike Hrvatske kao i pružiti pomoć civilnim institucijama Republike Hrvatske u slučaju prirodnih i tehničko-tehnoloških katastrofa.
Zadaće Gardijske mehanizirane brigade:
- Planirati i provoditi zadaće vezane uz vojne operacije
- Pripremiti obuku i aktivnost u skladu s vojnom doktrinom
- Organizirati, provoditi, ocjenjivati i analizirati obuku postrojba u cilju ostvarivanja zadaća misije
- Sudjelovati u nacionalnim i međunarodnim vojnim operacijama, vježbama i vojnoj suradnji
- Pružanje informacija i izvješća višem stožeru u vezi s provedbom planova osposobljavanja i aktivnosti
- Pružanje pomoći državnim i općinskim institucijama odgovaranjem na prijetnje nevojne prirode
- Održavajte bliske odnose s lokalnom zajednicom i sudjelovanje u njihovim aktivnostima

## Struktura
- Zapovjedništvo brigade (Knin)
  - Zapovjedna satnija (Knin)
  - 1. mehanizirana bojna "Tigrovi" (Petrinja)
  - 2. mehanizirana bojna "Gromovi" (Petrinja)
  - 3. mehanizirana bojna "Pauci" (Knin)
  - 1. motorizirana bojna "Vukovi" (Gospić)
  - Topničko-raketna bojna (Karlovac/Slunj)
  - Bojna protuzračne obrane (Benkovac)
  - Inženjerijska bojna (Sinj)
  - Vojno-obavještajna satnija (Knin)
  - Satnija veze (Knin)

## Ustrojstvo
Gardijska mehanizirana brigada (GMBR) sljednica je Gardijske motorizirane brigade (2007. – 2016. ), koja je bila ustrojena pripadnicima: 1. gardijske brigade „Tigrovi“, 2. gardijske brigade „Gromovi“, 4. gardijske brigade „Pauci“ i 9. gardijske brigade „Vukovi“. Ustrojavanje navedenih ratnih postrojbi započinje 5. studenoga 1990. godine kada je u Rakitju ustrojena 1. gardijska brigada „Tigrovi”. Pod geslom, boreći se za Hrvatsku kao tigar dobila je brojna priznanja i pohvale za ratne uspjehe te se u siječnju 2003. godine spojila s 9. gardijskom brigadom „Vukovi“ u novu postrojbu. Danas je 1. mehanizirana bojna Gardijske mehanizirane brigade nositeljica tradicije „Tigrova“ te slavi obljetnicu 1. gardijske brigade i Dan bojne 5. studenoga. Sjedište 1. mehanizirane bojne „Tigrovi” je u vojarni „Pukovnik Predrag Matanović” u Petrinji.
2. gardijska brigada osnovana je 15. svibnja 1991. godine u vojarni „Trstenik“ pokraj Dugog Sela. S geslom Jednom grom, zauvijek grom bila je jedna od nositeljica stvaranja buduće Hrvatske vojske. Tijekom preustroja u njen sastav je ušla 81. gardijska bojna, a 2003. godine dolazi do novog ustrojavanja i spajanja sa 7. gardijskom brigadom. Druga gardijska brigada odlikovana je brojnim priznanjima i pohvalama za svoj doprinos u Domovinskom ratu. Danas je 2. mehanizirana bojna Gardijske mehanizirane brigade nositeljica tradicije „Gromova“. Sjedište postrojbe je u vojarni „Pukovnik Predrag Matanović” u Petrinji te 15. svibnja slavi obljetnicu 2. gardijske brigade i Dan bojne.
Dana 28. travnja 1991. godine osnovana je 4. gardijska brigada Zbora narodne garde. Dragovoljci sa šireg područja srednje Dalmacije priključili su se redarstvenicima u kampovima u Resniku, Trilju i Imotskom. Sastojala se od četiri pješačke bojne koje su bile raspoređene na području Splita, Sinja, Imotskog i Drniša. 4. gardijska brigada „Pauci“ vođena geslom Pod ovim znakom pobjeđuješ, izvojevala je brojne pobjede tijekom Domovinskog rata za što je primila brojna priznanja i pohvale. Nositeljica tradicije 4. gardijske brigade „Pauci“ je 3. mehanizirana bojna „Pauci“ Gardijske mehanizirane brigade i sjedište joj je u vojarni „Kralj Zvonimir” u Kninu. Obljetnica 4. gardijske brigade i Dan bojne je 28. travnja.
Tijekom rujna 1992. godine pripremao se ustroj 6. gardijske brigade OSRH. Formalno je ustrojena 1. studenoga 1992. godine prema zapovijedi ministra obrane Republike Hrvatske te poslije preimenovana u 9. gardijsku brigadu „Vukovi“. Temelj su postrojbe bile 118. i 133. brigada Hrvatske vojske, a njezini su pripadnici, pod geslom Prvi među jednakima, danas dio 1. motorizirane bojne „Vukovi“ Gardijske mehanizirane brigade. Slave obljetnicu 9. gardijske brigade „Vukovi“ i Dan bojne 1. studenoga. Sjedište motorizirane bojne „Vukovi” je u Gospiću, u vojarni „Eugen Kvaternik”.
U sastavu Gardijske mehanizirane brigade nalaze se topničko-raketna bojna formirana 2007. godine od topničko-raketnih bojni 1., 2. i 4. gardijske brigade sa sjedištem na vojnom poligonu „Eugen Kvaternik” u Slunju, inženjerijska bojna ustrojena 2008. godine od inženjerijskih satnija gardijskih brigada sa sjedištem u vojarni „General Andrija Matijaš Pauk” u Kninu, Bojna protuzračne obrane ustrojena od bivših protuzračnih postrojbi 1., 2. i 4. te dijelom 204. brigade protuzračne obrane sa sjedištem u vojarni „Benkovac”. Vojno obavještajna satnija je ustrojena od izvidničkih satnija 1. i 4. gardijske brigade te 354. vojno-obavještajne satnije 4. korpusa sa sjedištem u vojarni „General Andrija Matijaš Pauk” Kninu, te satnija veze koju čine pripadnici 1., 2. i 4. gardijske brigade te 257. bojne veze sa sjedištem u Kninu u vojarni „General Andrija Matijaš Pauk” Kninu.